# Kosteletzkya adoensis
Kosteletzkya adoensis là một loài thực vật có hoa trong họ Cẩm quỳ. Loài này được (Hochst. ex A.Rich.) Mast. mô tả khoa học đầu tiên năm 1868.